# Pregrada
Pregrada je grad u Hrvatskoj.

## Naselja u sastavu Grada Pregrade
Pregrada se sastoji od 26 naselja: Benkovo, Bregi Kostelski, Bušin, Cigrovec, Donja Plemenšćina, Gabrovec, Gorjakovo, Gornja Plemenšćina, Klenice, Kostel, Kostelsko, Mala Gora, Marinec, Martiša Ves, Pavlovec Pregradski, Pregrada, Sopot, Stipernica, Svetojurski Vrh, Valentinovo, Velika Gora, Vinagora, Višnjevec, Vojsak, Vrhi Pregradski i Vrhi Vinagorski.

## Zemljopis
Pregrada je smještena na najzapadnijem dijelu Hrvatskog zagorja, između rijeke Sutle i padina Maceljske gore. Okružuju je gorski masivi Kunagore (520 m). Njen okoliš tvore brežuljkasti i niskobrdoviti tereni s dolinom uz potok Kosteljinu koja pripada slivu rječice Krapine.
Dolinski prostor obiluje vodom i to ne samo za kišnih perioda, a brežuljkasti dio grada oskudijeva vodom zbog još uvijek ne zadovoljavajuće izgrađene mreže za vodoopskrbu.
Grad Pregrada u današnjim granicama ustrojen je 1997. godine sa sjedištem u istoimenom naselju, a u sastavu Krapinsko-zagorske županije. Smješten je u sjeverozapadnom dijelu županije, a rasprostire se na površini od 67,26 km2.

## Stanovništvo
Grad Pregrada imao je 7165 stanovnika 2001. godine. Taj prostor pripada gušće naseljenim prostorima Hrvatske s gustoćom naseljenosti od 106,52 stan./km2.
Današnja struktura i broj stanovnika grada Pregrade rezultati su različitih događanja kroz povijest koji su uvjetovali činjenici da Pregrada danas ima manje stanovnika (7165) nego što ih je imala u vrijeme prvog službenog popisa 1857. godine (7944). Taj pad iznosi -9,8% (apsolutno -779 stanovnika). Za razliku od grada Pregrade, uže naselje Pregrada bilježi veliki porast broja stanovnika od 288,26% (apsolutno 1228 stanovnika) iz čega se može zaključiti da stanovnici okolnih naselja sve više migriraju prema središnjem naselju Pregradi te tako vrše procese deruralizacije i deagrarizacije.
Danas naselje Pregrada čini 23% udjela stanovništva u gradu dok je 1857. godine taj udio bio tek nešto veći od 5%. Ostalih 77% čine okolna naselja kojih je ukupno 25. Gotovo sva naselja grada Pregrade imaju više autohtonog nego doseljenog stanovništva. Iznimka su jedino naselja Pregrada (1991. 59% doseljenog stanovništva) i Vinagora (1991. 68% doseljenog stanovništva). Danas je u gradu Pregradi (2001.) struktura stanovništva ovakva: 59,85% autohtonog i 40,15% doseljenog stanovništva.
| broj stanovnika | 7826  | 8782  | 9636  | 10282 | 10733 | 11768 | 10933 | 11417 | 11878 | 11289 | 10077 | 8900  | 8047  | 7391  | 7165  | 6594  | 5927  |
|                 | 1857. | 1869. | 1880. | 1890. | 1900. | 1910. | 1921. | 1931. | 1948. | 1953. | 1961. | 1971. | 1981. | 1991. | 2001. | 2011. | 2021. |

| broj stanovnika | 428   | 617   | 635   | 644   | 641   | 763   | 625   | 665   | 743   | 819   | 950   | 1003  | 1111  | 1391  | 1654  | 1828  | 1870  |
|                 | 1857. | 1869. | 1880. | 1890. | 1900. | 1910. | 1921. | 1931. | 1948. | 1953. | 1961. | 1971. | 1981. | 1991. | 2001. | 2011. | 2021. |

## Povijest
Ime Pregrada prvi puta se spominje 9. kolovoza 1334. godine u statutima Prvostolnoga kaptola zagrebačkoga. Statute je sastavio gorički arhiđakon Ivan, a isti dan ih je proglasio biskup Ladislav Kobol. Župa je sigurno mnogo starija, jer je u popisu proglašena kao prva u arhiđakonatu Zagorje, a dodijeljena je velikom pripoštu.
Otkud je Pregrada dobila svoje ime može se samo nagađati. Da li to dolazi od nekakve "pregrade" kojom bi sutjeska rječice Kosteljine bila pregrađena, ili je vlasnik Kostela Juraj Branderburški smjestio svoje obrambene čete "pred gradom" na padinama Kunagore, te bi otud došlo ime Pregrada. Oba razmišljanja imaju svoju podlogu, ali sigurnih dokaza nema ni za jednu pretpostavku.
Položaj grada Pregrade je povoljniji za razliku od položaja okolnih naselja i općina poglavito zbog toga što sam prostor omogućuje daljnje širenje naselja u dolini rječice Kosteljine. Prava prednost položaja Pregrade došla je do izražaja tek od sredine 19. stoljeća, odnosno u vrijeme kad je autarkičnu seosko-vlastelinsku ekonomiju (koncentriranu oko vlastelinskih dvoraca) zamijenila nova, novčano gospodarstvo. Tada dolazi do potrebe stvaranja regionalnih centara koji bi vršili ulogu posrednika u razmjeni seoske i prerađivačke privrede i bili središte novih, teritorijalno-administrativnih jedinica – kotareva i općina. Od sredine 19. stoljeća Pregrada preuzima ulogu glavnog centralnog naselja okolice – središte je općine i kotara sve do nove administrativno-teritorijalne podjele 1955. godine. Ukidanjem kotara osnovana je općina Pregrada koja egzistira sve do 1962. godine kada je došlo do njenog pripajanja općini Krapina. Ovo zajedništvo je trajalo do 1978. godine kada Sabor Republike Hrvatske Zakonom o izmjenama i dopunama zakona o područjima općina ponovo formira općinu Pregrada. U siječnju 1997. godine Pregrada dobiva status grada na temelju brojnosti funkcija koje nudi stanovništvu, na temelju djelatnosti kojima se stanovništvo bavi i na temelju svoje povijesti.
U razdoblju između dva svjetska rata Pregrada je bila prema broju stanovnika najjače obrtničko središte u Hrvatskoj. U to vrijeme imala je i svjetski poznatu tvornicu lijekova Thierry. Bila je na nekoć važnom prometnom pravcu Zagreb-Beč.
Područje grada Pregrade su do 1994. zaobilazili svi magistralni prometni pravci zbog konfiguracije terena te zbog stanja i razvijenosti prometnog sustava. 1994. otvoren je magistralni pravac Pregrada – Krapinske Toplice što znači i bolju vezu sa Zagrebom. Pregrada je danas perspektivan gradić koji teži napretku i razvoju.

## Gospodarstvo
Pregrada je i danas jako obrtničko središte uz uspješno gospodarstvo:  Staklorez-Burić,  Okiroto,  Niskogradnju,  Kunateks,  Kostel promet i mnoga druga privatna poduzeća. Prostorne i prirodne pretpostavke omogućuju daljnji gospodarski razvoj Pregrade u proizvodnim i uslužnim djelatnostima, posebice u turizmu. Pregrada ima prvu vinsku cestu u Hrvatskoj, planinarski dom na Kunagori, elitni turizam u dvorcu “Bežanec”, te veličanstvene sakralne objekte. Na gospodarstvo se nadovezuje velika paleta raznovrsnih događaja i udruga; od “ Branja grojzdja” do Društva za poljepšanje Pregrade.
2007. u Pregradi je službeno otvorena i poslovna zona koja će prema urbanističkom planu grada obuhvaćati sve veće proizvodne tvrtke.

## Poznate osobe
- Janko Leskovar – hrvatski učitelj i književnik
- Đuro Prejac – hrvatski skladatelj, glumac i redatelj
- Zlatko Dragutin Tuđina
- Stjepan Kušar – hrvatski teolog

## Spomenici i znamenitosti
- Dvorac Bežanec
- Dvorac Dubrava
- Dvorac Gorica,
- Jezero Gorica,
- Srednjovjekovna utvrda Kostelgrad,
- Zgrada Stare škole (Muzej grada Pregrade i Gradska knjižnica Pregrada)
- Thierryjeva ljekarna,
- Kurija Janka Leskovara,
- Župna kurija u Pregradi,
- Župna crkva Uznesenja Blažene Djevice Marije,
- Župna crkva Sv. Emerika u Kostelu,
- Župna crkva Pohođenja Blažene Djevice Marije na Vinagori,
- Kapela Sv. Donata u Pavlovcu,
- Kapela Sv. Leonarda (Lenarta)  u Pregrada Vrhima,
- Kapela Trpećeg Isusa u Kostelu,
- Kapela sv. Ane u Gornjoj Plemenščini,
- Kapela sv. Stjepana Kralja (sv. Štefan) u Bregima Kostelskim,
- Kapela sv. Jurja u Maloj Erpenji (župa Pregrada/Općina Krapinske Toplice)
- Kapela Kristovog raspeća
- Ostatci kapela na Kunagori (kapela Majke Božje Kunagorske, kapela sv. Fabijana i Sebastijana, kapela sv. Vuka (Wolfganga)
- Planinarski dom na Kunagori.

## Arheološka nalazišta

### Prapovijest
Najstarije nalaze s područja grada Pregrade predstavljaju pojedinačni površinski nalazi glačanih kamenih sjekira. Ti su nalazi prikupljeni na različitim lokacijama u dolini Kosteljine (Pregrada, Valentinovo, Benkovo itd.). Nalazi nam svjedoče o postojanju ljudske naseljenosti na ovim prostorima u razdoblju mlađeg kamenog doba (neolitika), bakrenog doba (eneolitika) te ranog brončanog doba, a kronološki se radi o vremenu između otprilike 5500. i 1700. g. pr. Kr. S ozbirom na pojedinačne nalaze iz tog vremena, u budućnosti valja očekivati otkrića pripadajućih naselja, u slučaju neolitika na malo povišenim položajima uz Kosteljinu i njezine pritoke, a u slučaju bakrenog i ranog brončanog doba bi se naselja trebala nalaziti, osim u dolinama, i na istaknutim položajima na brežuljcima.
Iz vremena kasnog brončanog doba (1200. – 800. g. pr. Kr.) poznati su nam pojedinačni površinski nalazi iz Male Gore kod Vinagore. Riječ je o ukupno 5 brončanih fibula tipa violinsko gudalo, od kojih su sačuvane 3, a pronađene su na oranicama u Maloj Gori zajedno s pepelom i ostacima spaljenih kostiju pokojnika. Radi se o nekropoli odnosno groblju iz vremena starije faze kulture polja sa žarama (1200. – 1000. g. pr. Kr.).
Iz vremena starijeg željeznog doba (800. – 450. g. pr. Kr.) poznat nam je nalaz masivne brončane nanogvice s narebrenjima iz Kostela. Navodno je riječ o predmetu pronađenom u grobu sa skeletnim ostacima pokojnika, pronađenom tijekom 1860-ih na posjedu učiteljice Žigrović u Kostelu. Nanogvica predstavlja sastavni dio nošnje ženskih osoba, a prema karakteristikama se predmet može kronološki opredijeliti u kasnohalštatski period, odnosno u razdoblje 6. i 5. st. pr. Kr.
Kostelsko gorje s mnogobrojnim istaknutim visinskim položajima predstavlja zanimljivo područje na kojem u budućnosti treba očekivati otkrića prapovijesnih, ali i kasnoantičkih visinskih naselja.

### Antika
Iz rimskog perioda nam je poznat grob iz Male Gore kod Vinagore, pronađen u travnju 1906. godine prilikom rigolanja vinograda. Dno grobnice i stijenke su bile obložene kamenim pločama, a u grobu su se nalazili lubanja, kosti ruke ili noge, brončana fibula, keramički pršljen, fragmenti više keramičkih posuda, komadić grla staklene boce svijetlozelene boje, zeleno zrno, keramički pršljen s narebrenjima u obliku bundeve, 1 željezni čavao, bakreni čavlić s glavicom s umetnutim raznobojnim emajlom, brončana karika, dio brončane limene narukvice te 2 brončane lučne fibule s oblognom pločastom glavicom. Na karici i fibulama su vidljivi tragovi izlaganju vatri. Duljina groba iznosila je 5 metara, a dubina 2 metra. Grob je datiran u srednjecarsko razdoblje, odnosno u 150. – 200. g. naše ere. 
Iz Plemenščine nam je poznat nalaz reljefa s prikazom božanstva Mitre i natpisom iz 4. stoljeća, a otkriven je 1941. godine u vinogradu na granici između Donje i Gornje Plemenščine.

## Kultura
- Keglevićeva straža Kostel

## Šport
- NK Pregrada
- Ženski nogometni klub Pregrada
- Teniski klub Pregrada
- Šahovski klub Pregrada, osnovan 2013. godine, a šahovska tradicija u Pregradi je dosta starija. Osnivačka skupština održana je 26. kolovoza 2013. godine.[4] Klub organizira međunarodni brzopotezni šahovski turnir, a u sklopu manifestacije Branje grojzdja. 26. rujna 2014. u prostorijama Osnovne škole Janko Leskovar, klub je organizirao šahovsku simultanku Mirjane Medić iz Zagreba, prve hrvatske velemajstorice, sedmerostruke prvakinje Hrvatske u ženskom šahu i jedine Hrvatice koja je pobjeđivala na velemajstorskim turnirima.[5]

## Unutarnje poveznice
- Kulturno-povijesna cjelina grada Pregrada, zaštićeno kulturno dobro

## Vanjske poveznice
|  | Zajednički poslužitelj ima još gradiva o temi Pregrada |

- Službene stranice